# Notomicrus brevicornis
Notomicrus brevicornis är en skalbaggsart som beskrevs av Sharp 1882. Notomicrus brevicornis ingår i släktet Notomicrus och familjen grävdykare. Inga underarter finns listade i Catalogue of Life.